# 二炭酸ジメチル
二炭酸ジメチル（にたんさんジメチル、Dimethyl dicarbonate、DMDC）は、有機化合物で、炭酸エステルの1つ。刺激臭のある無色透明の液体である。飲料の防腐剤または殺菌剤、酢酸キナーゼとグルタミン酸デカルボキシラーゼの酵素阻害剤として使われている。
飲料に添加されると化学的に次のような反応が起こる。
- DMDC + H2O → 2CH3OH + 2CO2
- DMDC + R-OH → 炭酸エチルメチル
- DMDC + NH3 → カルバミン酸メチル
- DMDC + アミノ酸 → 対応するカルボキシメチル化アミノ酸

DMDCはときどき二酸化硫黄の代用品としてワインの保存料に使われ、ブレタノマイセスのような酵母菌を不活発化させる。アメリカのアメリカ食品医薬品局では、1998年にDMDCをワインに使用することが承認された。また、ドイツ（1978年から）やニュージーランドでも承認されている。
DMDCはワインの他にコーヒー、茶、シードル、フルーツワイン、蜂蜜酒の殺菌にも使われている。